# Electric Orange
Electric Orange ist eine deutsche Rockband aus Aachen.

## Geschichte
1992 gründete Dirk Jan Müller die Band. Zu Beginn trat er meist mit Gastmusikern auf. Eine feste Besetzung entstand erst später. Zwischen 1996 und 1999 veröffentlichten Müller und Sänger Dirk Bittner die Nebenprojekte „Bloop“ und „Chair5“. Die Aufnahmen für die Alben entstanden meist auf Sessions und wurden später im Studio bearbeitet. Alle Alben ab 2001 wurden von Eroc, Mitglied der Band Grobschnitt, gemastert.

## Stil
Musikalisch greift die Band den Stil Progressive Rock der 1970er auf. Sie setzt beispielsweise Hammondorgel und Mellotron ein. Die Stücke sind zum Teil mehr als zehn Minuten lang. Als musikalische Vorbilder nennen die Bandmitglieder Can, Syd Barrett, Brainticket und Nektar. Aufgrund des häufig langsamen Tempos und der vor allem durch Keyboard und Synthesizer charakterisierten Musik wird der Stil mit dem von Pink Floyd verglichen.

## Diskografie
- 1993: Electric Orange
- 1994: Orange Commutation
- 1996: Cyberdelic
- 1996: Hörtest (12" Maxi)
- 1999: Schallaufnahmen (Bloop)
- 2001: Abgelaufen!
- 2002: Unterwasser (Live)
- 2003: Platte
- 2005: Fleischwerk
- 2007: Morbus
- 2010: Krautrock from Hell
- 2011: Netto
- 2012: XX
- 2013: Live at Roadburn 2012
- 2014: Volume 10
- 2015: Nein! HITS à gogo - Golden Recordings (10" Vinyl-EP)
- 2016: Misophonia
- 2017: Würzburg Cairo 2015
- 2017: Time Machine 1992-2017
- 2017: EOXXV
- 2020: Encoded
- 2020: Patchwork 1996-1999
- 2021: Psi-Hybrid
- 2023: Gap
- 2024: Ada